# 바이쯔젠
바이쯔젠(중국어: 白子健, 병음: Bái Zijiàn, 한자음: 백자건, 1992년 10월 16일 ~ )은 중화인민공화국의 축구 선수로 포지션은 공격수이다. 현재 중국 갑급리그 헤이룽장 훠샨밍취안 소속으로 뛰고 있다. 또한 그는 한국계 중국인으로 아버지는 한족 어머니는 조선족이다.